# UUE
UUE é um formato de representação de arquivos binários em ASCII.
 Ele foi criado para o envio de arquivos binários no sistema de mail UUCP. 
É suportado pelo Winrar e Winzip.